# Sidney Boldt-Christmas
Leif William Sidney Boldt-Christmas (* 8. August 1924 in Göteborg; † 15. Oktober 2016 in Mölndal) war ein schwedischer Segler.

## Erfolge
Sidney Boldt-Christmas, der Mitglied im Kungliga Svenska Segelsällskapet war, nahm in der Bootsklasse Drachen an den Olympischen Spielen 1952 in Helsinki teil. Er war dabei neben Erland Almkvist Crewmitglied von Skipper Per Gedda. Mit der Tornado gewannen sie eine der insgesamt sieben Wettfahrten und belegten mit 5555 Punkten den zweiten Platz hinter Thor Thorvaldsens Pan aus Norwegen und vor Theodor Thomsens Gustel X aus Deutschland, womit sie die Silbermedaille erhielten.
Boldt-Christmas war Kunstsammler, -experte und -auktionator.